# Thomas Beckmann (Politiker)
Thomas Beckmann (* 1. Juni 1961 in Hamburg) ist ein deutscher Politiker der FDP in Schleswig-Holstein und Diplombiologe. Seit dem 1. November 2022 ist er Bürgermeister der Stadt Quickborn.

## Leben
Beckmann studierte Biologie an der Universität Hamburg und arbeitete danach in kaufmännischen Funktionen im Einzelhandel. Nach 24 Jahren in verschiedenen Führungspositionen beim früheren Hamburger Baumarkt-Unternehmen Max Bahr / Praktiker übernahm er 2017 eine Tätigkeit als Bereichsleiter Facilitymanagement in einem anderen Hamburger Unternehmen. Seit 1994 wohnt er in Quickborn.

## Politik
Beckmann trat 1979 im Alter von 18 Jahren in die FDP ein. Seit der  Kommunalwahl im Jahr 2018 war Beckmann Ratsmitglied der Stadt Quickborn und ihr dritter stellvertretender Bürgermeister. Seit 2019 ist er Vorsitzender des FDP-Ortsverbandes Quickborn.
Am 29. Mai 2022 gewann er die Stichwahl als Bürgermeisterkandidat von Quickborn mit 55,6 % der Stimmen gegen den langjährigen Amtsinhaber Thomas Köppl (CDU), nachdem bei der Direktwahl am 8. Mai 2022 keiner der ursprünglich drei Bewerber eine ausreichende Mehrheit erreicht hatte. Gewählt wurde er für eine sechsjährige Amtszeit. Seine neue Aufgabe trat er zum 1. November 2022 an.

## Privates
Beckmann ist verheiratet und hat zwei erwachsene Kinder.